# Moderata samlingspartiet
De Moderata samlingspartiet (M) (kortweg: Moderaterna) (Nederlands: Gematigde Uniepartij) is een Zweedse centrumrechtse, liberaal-conservatieve politieke partij. De partij is opgericht in 1904 en kreeg in 1969 haar huidige naam.
Het sterkst staat de partij in de regio Stockholm en in het zuiden van het land (Skåne). In het noorden hebben de gematigden over het algemeen heel wat minder aanhangers. De partij krijgt vooral steun van werknemers uit de private sector uit de iets hogere middenklasse. Volgens onderzoeken stemmen meer mannen dan vrouwen voor de partij.

## Geschiedenis

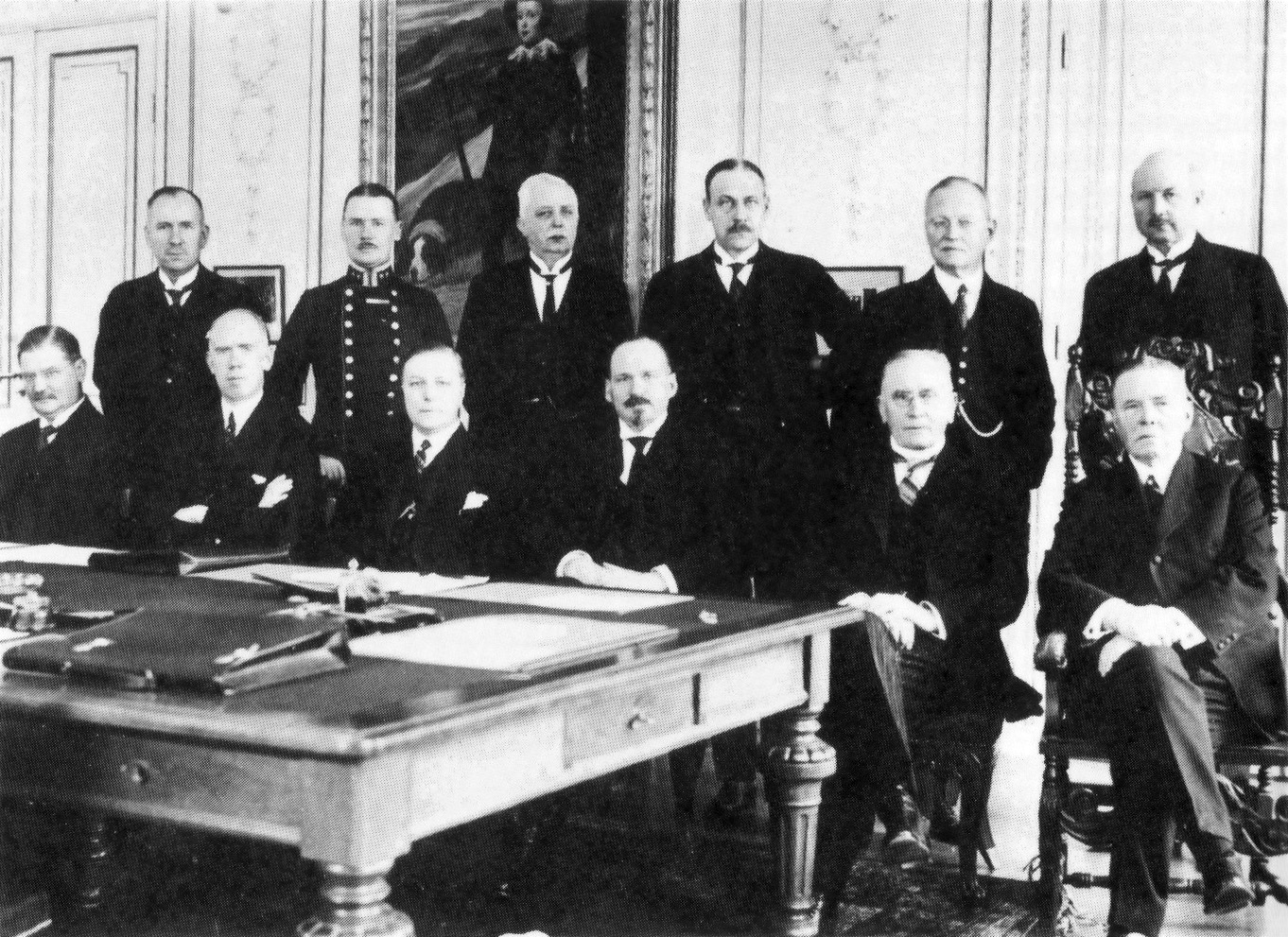
Het tweede kabinet van Arvid Lindman in 1928.

Op 17 oktober 1904 verzamelen conservatieven in een Stockholms restaurant. In de 19de eeuw is er wel een conservatieve politieke activiteit in Zweden, maar een echte partij bestaat niet. Bij aanvang van de 20ste eeuw moeten de conservatieven echter optornen tegen sociaaldemocraten en liberalen. Daarom beslissen ze tot de vorming van de Allmänna valmansförbundet (Nederlands: Algemene Verkiezingsliga). In eerste instantie werpt de partij zich op als een nationalistische partij die voor een sterke Zweedse defensie en een protectionistische kijk op de economie is. Een van de eerste leiders en Zweeds premier, Arvid Lindman, is voor het algemeen stemrecht, maar zijn partij deelt dat standpunt niet. Uiteindelijk komt het algemeen stemrecht er toch met steun van links en de liberalen. Alhoewel men zich uitgesproken antisocialistisch voordoet, voelt eerste minister Lindman zich toch genoodzaakt – onder (revolutionaire) socialistische druk – enkele sociale hervormingen te verwezenlijken in de jaren 1920.
Tegen het einde van de jaren twintig hebben de conservatieven een steeds meer klassiek liberale kijk op de economie, al zal de Grote Depressie niet lang meer uitblijven. In 1930 komt er tevens een einde aan de regering van Lindman. Het daaropvolgende decennium brengt heel wat problemen voor de partij. Terwijl de jongerenafdeling openlijk nationaalsocialistische standpunten inneemt, verzet de moederpartij zich tegen het nazisme. Uiteindelijk wordt de jongerenorganisatie (de Sveriges Nationella Ungdomsförbund) samen met haar knokploegen losgemaakt van de partij. Ten tijde van de Tweede Wereldoorlog zal de conservatieve partij deel uitmaken van de ‘grote coalitie’ onder leiding van sociaaldemocraat Per Albin Hansson, net als op twee na alle Zweeds politieke partijen.

### Hoogtes en laagtes van de rechtse partij (jaren 1930-1969)
In 1934 gaan de sociaaldemocraten de regering leiden en dat zullen ze tot het midden van de jaren 1970 blijven doen. Voortaan is de Allmänna valmansförbundet enkel nog een rechtse oppositiepartij. In 1938 verandert ze haar naam in Högerns riksorganisation, wat zoveel betekent als Rechtse Nationale Organisatie. In 1952 wordt de naam simpelweg Högerpartiet (Nederlands: Rechtse Partij). Na de oorlog lijdt de partij eerst verliezen en worden de liberalen de tweede partij van het land. In de jaren 1950 lijkt er echter een betere tijd aangebroken voor de Högerpartiet. In 1958 wordt ze de grootste oppositiepartij.
De jaren zestig keren nogmaals het tij voor de rechtse partij. In plaats van de grootste, wordt ze opnieuw de kleinste oppositiepartij. Na het woelige jaar 1968, waarin de sociaaldemocraten een absolute meerderheid halen, hernoemt de partij zich tot de Moderata samlingspartiet.

### Naar nieuwe regeringsdeelname (1970 tot heden)

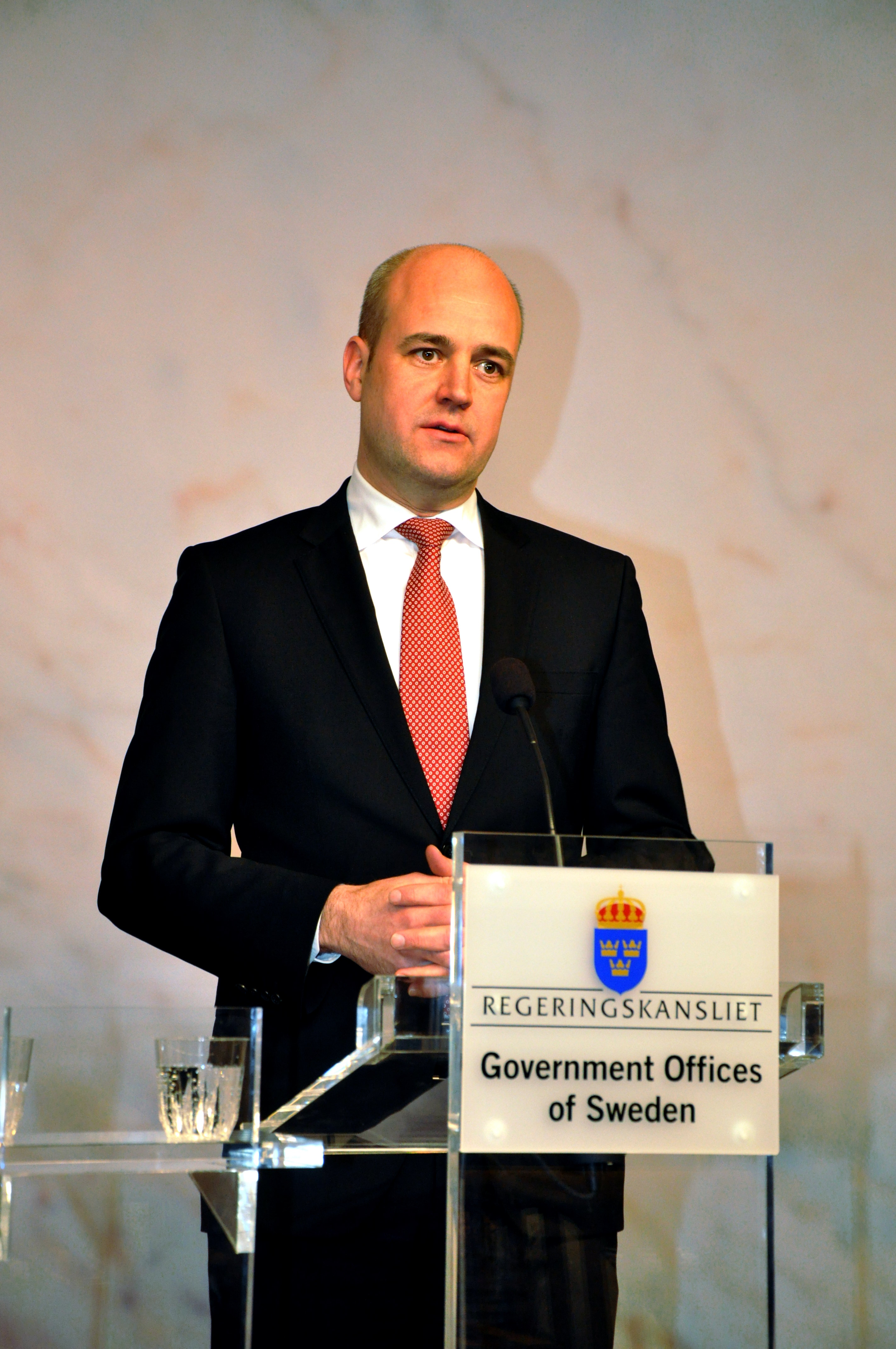
Voormalig partijleider Fredrik Reinfeldt

In 1970 wordt Gösta Bohman de leider van de gematigden. Hij schuift zijn partij op in de richting van het liberaal conservatisme. In 1976 treedt de Moderata samlingspartiet toe tot de regering van Thorbjörn Fälldin. De niet-socialistische partijen blijven tot 1982 aan de macht. Sinds die tijd is de partij ook steeds de tweede grootste van het land geweest, na de sociaaldemocraten.
In 1986 wordt Carl Bildt (tevens schoonzoon van Bohman) tot partijleider gekozen. In 1991 brengt hij zijn partij naar een verkiezingsoverwinning en wordt hij premier. Hij reduceert de taksen en de overheidsuitgaven, liberaliseert op heel wat gebieden en onderhandelt met de Europese Unie over lidmaatschap. Ondanks de winst bij de verkiezingen van 1994 verliest de regerende coalitie toch haar meerderheid. Bildt en zijn niet-socialistische coalitie verliezen echter ook de volgende verkiezingen in 1998.
Bo Lundgren, opvolger van Bildt, lijdt een nog grotere nederlaag in 2002. In 2003 komt Fredrik Reinfeldt aan het hoofd van de Moderata samlingspartiet. Hij leidt zijn partij naar een forse verkiezingswinst in 2006 en vormt samen met de andere centrumrechtse partijen van de Allians för Sverige een regering waarin hij zelf premier wordt.
Bij de verkiezingen van 2010 wordt de partij groter dan ooit: zij behaalt 30% partij van de stemmen, goed voor 107 zetels in de Riksdag (een winst van 10 zitjes). Fredrik Reinfeldt is daarmee een van de eerste centrumrechtse premiers die niet wordt afgestraft voor zijn beleid. Zijn centrumrechtse coalitie Allians för Sverige verliest wel de meerderheid in het parlement, waardoor men uiteindelijk een doorstart maakt als minderheidskabinet.
Na acht jaar regeren lopen de verkiezingen van 2014 voor de Gematige Partij uit op een forse nederlaag. De partij lijdt 23 zetels verlies en wordt door de sociaaldemocraten naar de oppositie verwezen. In de nasleep van het resultaat kondigt Reinfeldt zijn vertrek aan als partijleider. De functie wordt aanvankelijk overgedragen aan Anna Kinberg Batra en in 2017 aan Ulf Kristersson, maar ook hij kan niet voorkomen dat de partij bij de parlementsverkiezingen van 2018 en 2022 verder wegzakt. Bij laatstgenoemde verkiezingen wordt de partij zelfs voorbijgestreefd door de uiterst rechtse Sverigedemokraterna. Omdat het gezamenlijke rechtse blok echter wel een meerderheid verovert, slaagt Kristersson er toch in zijn partij terug aan de macht te brengen. In oktober 2022 wordt hij benoemd tot de nieuwe premier.

## Ideologie
De Moderata samlingspartiet vermengt liberalisme en conservatisme tot wat heet liberaal conservatisme. De partij is voor de vrije markt, privatisering en belastingvermindering, maar blijft het Zweedse sociale stelsel ondersteunen. Tijdens het leiderschap van Fredrik Reinfeldt schoof de partij op naar het centrum. Ze stelt zich nu iets minder neoliberaal op dan vroeger. Op ethisch vlak stelt de partij zich progressief op, zo is men niet tegen het homohuwelijk.
Ook het lidmaatschap van de Europese Unie is naar de zin van de gematigden. Over de invoering van de euro bestaat er binnen de partij wel wat onenigheid: de jongerenbeweging is tegen, de rest van de partij officieel voor. Voormalig partijleider Fredrik Reinfeldt besliste om voorlopig het resultaat van een referendum over deze kwestie (uit 2003) te respecteren.

## Zetelaantal in de Riksdag
| Jaar | Zetels |
| ---- | ------ |
| 1936 | 44     |
| 1940 | 42     |
| 1944 | 39     |
| 1948 | 23     |
| 1952 | 31     |
| 1956 | 42     |
| 1958 | 45     |
| 1960 | 39     |
| 1964 | 33     |
| 1968 | 32     |
| 1970 | 41     |
| 1973 | 51     |
| 1976 | 55     |

| Jaar | Zetels |
| ---- | ------ |
| 1979 | 73     |
| 1982 | 86     |
| 1985 | 76     |
| 1988 | 66     |
| 1991 | 80     |
| 1994 | 80     |
| 1998 | 82     |
| 2002 | 55     |
| 2006 | 97     |
| 2010 | 107    |
| 2014 | 84     |
| 2018 | 70     |
| 2022 | 68     |

## Partijleiders
- Fredrik Östberg (1904-1905)
- Axel Svedelius (1905-1906)
- Hugo Tamm (1907)
- Fredrik Östberg (1908-1912)
- Arvid Lindman (1912-1917)
- Olof Jonsson (1917)
- Arvid Lindman (1917-1935)
- Gösta Bagge (1935-1944)
- Fritiof Domö (1944-1950)
- Jarl Hjalmarson (1950-1961)
- Gunnar Heckscher (1961-1965)
- Yngve Holmberg (1965-1970)
- Gösta Bohman (1970-1981)
- Ulf Adelsohn (1981-1986)
- Carl Bildt (1986-1999)
- Bo Lundgren (1999-2003)
- Fredrik Reinfeldt (2003-2015)
- Anna Kinberg Batra (2015-2017)
- Ulf Kristersson (2017-heden)